# سرگئی کووالوف
سرگئی آداموویچ کووالوف (روسی: Сергей Адамович Ковалёв؛ ۲ مارس ۱۹۳۰ – ۹ اوت ۲۰۲۱) یک فعال حقوق بشر و سیاستمدار روسی بود. در دوران اتحاد جماهیر شوروی یک مخالف و سپس از ۱۹۷۵ یک زندانی سیاسی بود.
وی همچنین برندهٔ جوایزی همچون جمهوری چچن ایچکریا، جایزه هومو هومینی، لژیون دونور، جایزه اولاف پالمه، و جایزه ژوزن شده‌است.

## اوایل کار و دستگیری
کووالوف در شهر سردینا-بودا، نزدیک سومی (در اتحاد جماهیر شوروی، اوکراین فعلی) متولد شد. در سال ۱۹۳۲، خانواده او به روستای پودلیپکی در نزدیکی مسکو نقل مکان کردند. در سال ۱۹۵۴، کووالف از دانشگاه دولتی مسکو فارغ‌التحصیل شد و در سال ۱۹۶۴ دکترای بیوفیزیک را دریافت کرد. در مقام یک بیوفیزیکدان، کووالوف نویسندهٔ بیش از ۶۰ نشریهٔ علمی بود. از اواسط دههٔ ۱۹۵۰ به بعد، به عنوان یک دانشجوی کارشناسی ارشد و مدرس، او با نظریه‌های تروفیم لیسنکو مخالفت کرد؛ کسی که نظرش مورد توجه خروشچف و حزب کمونیست اتحاد جماهیر شوروی حاکم قرار گرفته‌بود.
در سال ۱۹۶۹، کووالیوف یکی از گروه‌های مخالف بود که گروه اقدام برای دفاع از حقوق بشر را در اتحاد جماهیر شوروی؛ اولین نهاد مستقل در اتحاد جماهیر شوروی، ایجاد کرد.